# Cordillera Occidental (Colombia)
La cordillera Occidental es uno de los tres ramales principales en los que se divide la cordillera de los Andes en Colombia. Se extiende en dirección sur-norte desde el nudo de los Pastos en el departamento de Nariño, hasta el nudo de Paramillo, en Antioquia y Córdoba, donde se ramifica en las serranías de Ayapel, San Jerónimo y Abibe.

## Formación
Su formación está asociada a procesos tectónicos similares a los que dieron origen a las otras cordilleras andinas, impulsados por la subducción de la Placa de Nazca bajo la Placa Sudamericana. Este proceso tectónico ha causado la elevación de la cadena montañosa, además de ser responsable de los movimientos sísmicos en la región. La actividad volcánica también ha jugado un papel clave en la formación de algunos de los picos más altos de la cordillera, como el Cerro Tatamá. 

## Geografía
La parte occidental de la cordillera pertenece, principalmente, a la vertiente hídrica del Pacífico, destacándose el río San Juan mientras que la vertiente oriental pertenece a la cuenca del río Cauca. La parte norte y noroccidental pertenecen a la vertiente Atlántica, destacándose los ríos Atrato y Sinú. El río Patía, que nace en el Macizo Colombiano, atraviesa a la Cordillera Occidental en la llamada depresión de la Hoz de Minamá, a la mínima altura de la cadena montañosa (380 m s. n. m.—metros sobre el nivel del mar—).
La cordillera atraviesa los departamentos de Antioquia (31 %), Chocó (19 %), Nariño (13 %), Valle del Cauca (12 %), Córdoba (11 %), Cauca (9 %), Risaralda (3 %), Caldas (1 %).

## Orografía

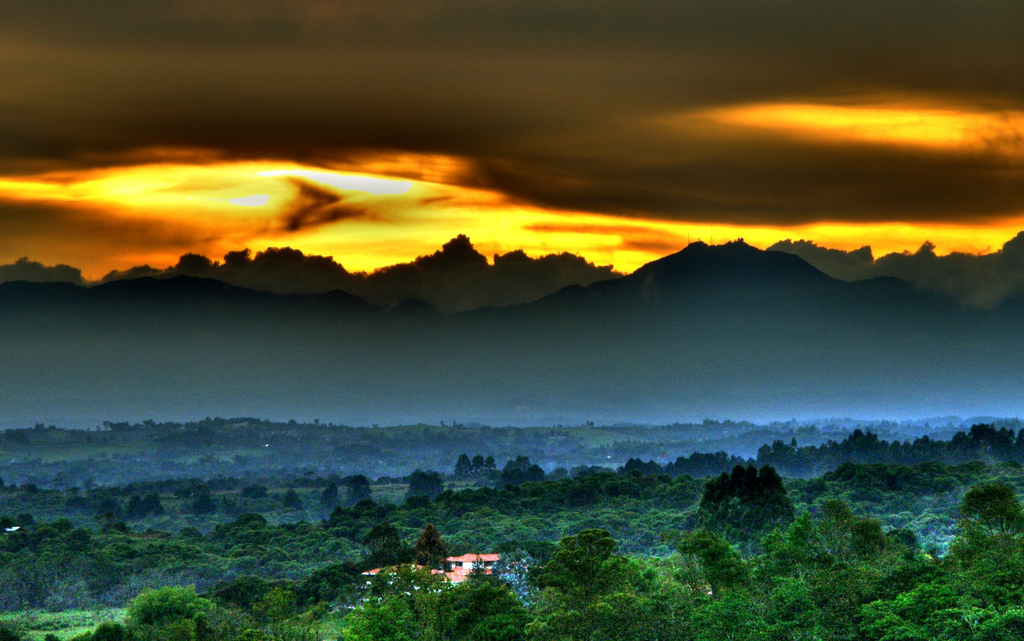
Cerro Munchique.

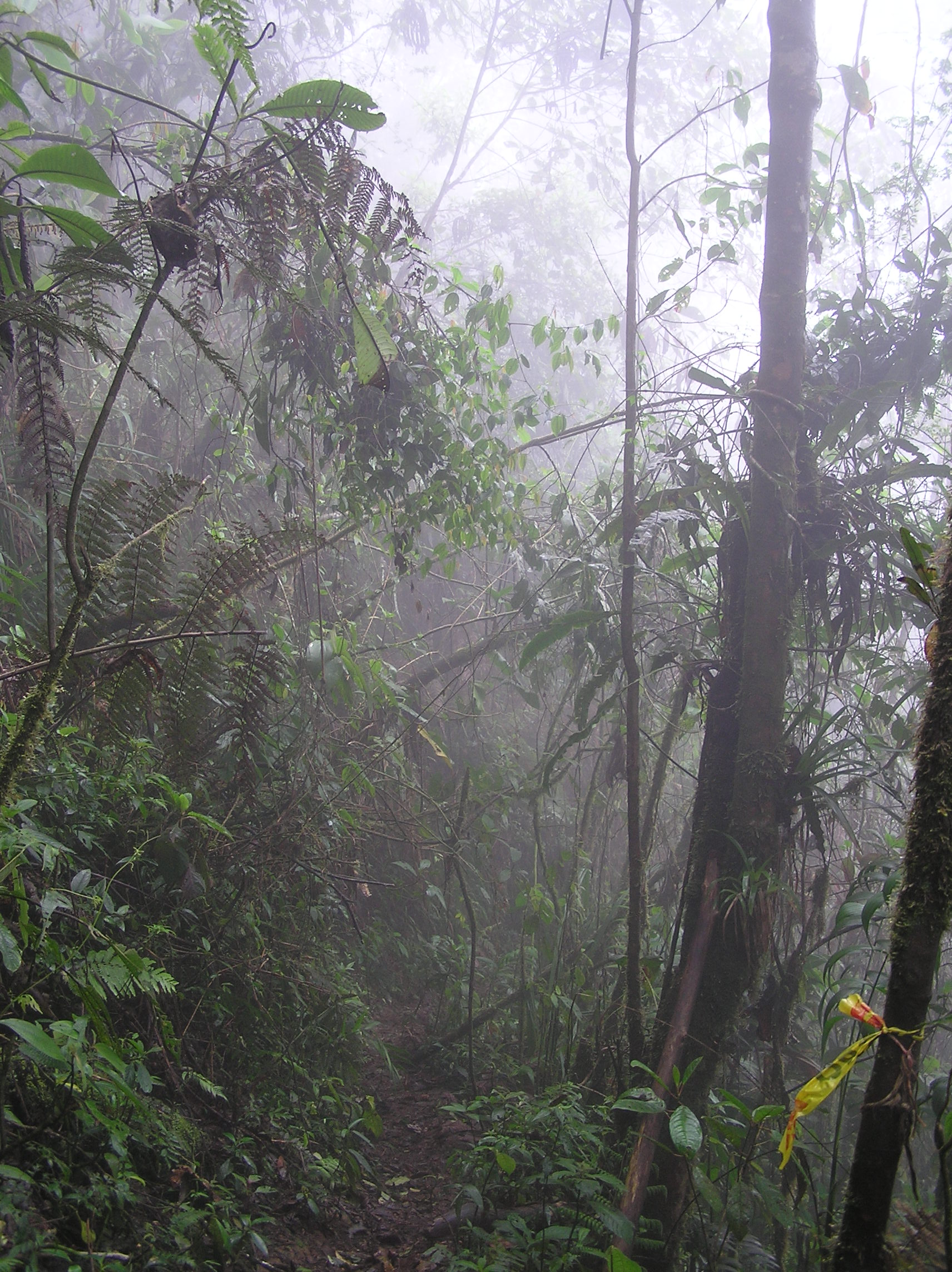
Selva Húmeda en los Farallones de Cali.

La Cordillera Occidental de Colombia, una de las tres grandes cadenas montañosas del país, se caracteriza por un relieve montañoso muy diverso, que incluye picos altos, valles profundos y complejas formaciones geográficas. Algunos de los picos más destacados de esta cordillera incluyen el Cerro Tatamá (4.200 metros sobre el nivel del mar), el Cerro Munchique (4.100 metros sobre el nivel del mar) y el Nudo de Paramillo (3.960 metros sobre el nivel del mar). Estos puntos son conocidos tanto por su imponente altura como por la biodiversidad que albergan, desde selvas tropicales hasta zonas de páramo. Además, los Farallones de Cali, que alcanzan los 4.100 metros sobre el nivel del mar, y los Farallones del Citará (4.020 metros sobre el nivel del mar), son formaciones geográficas notables que presentan una gran variedad de ecosistemas. Esta complejidad geográfica hace de la cordillera un importante foco de biodiversidad, siendo hogar de especies endémicas y en peligro de extinción.
- Cerro Tatamá (4200 m s. n. m.)
- Farallones de Cali (4100 m s. n. m.)
- Farallones del Citará (4020 m s. n. m.)
- Nudo de Paramillo (3960 m s. n. m.)
- Cerro Tatamá (3950 m s. n. m.)
- Alto Musinga (3850 m s. n. m.)
- Páramo de Frontino (3850 m s. n. m.)
- Cerro del Munchique (4100 m s. n. m.)

## Hidrografía

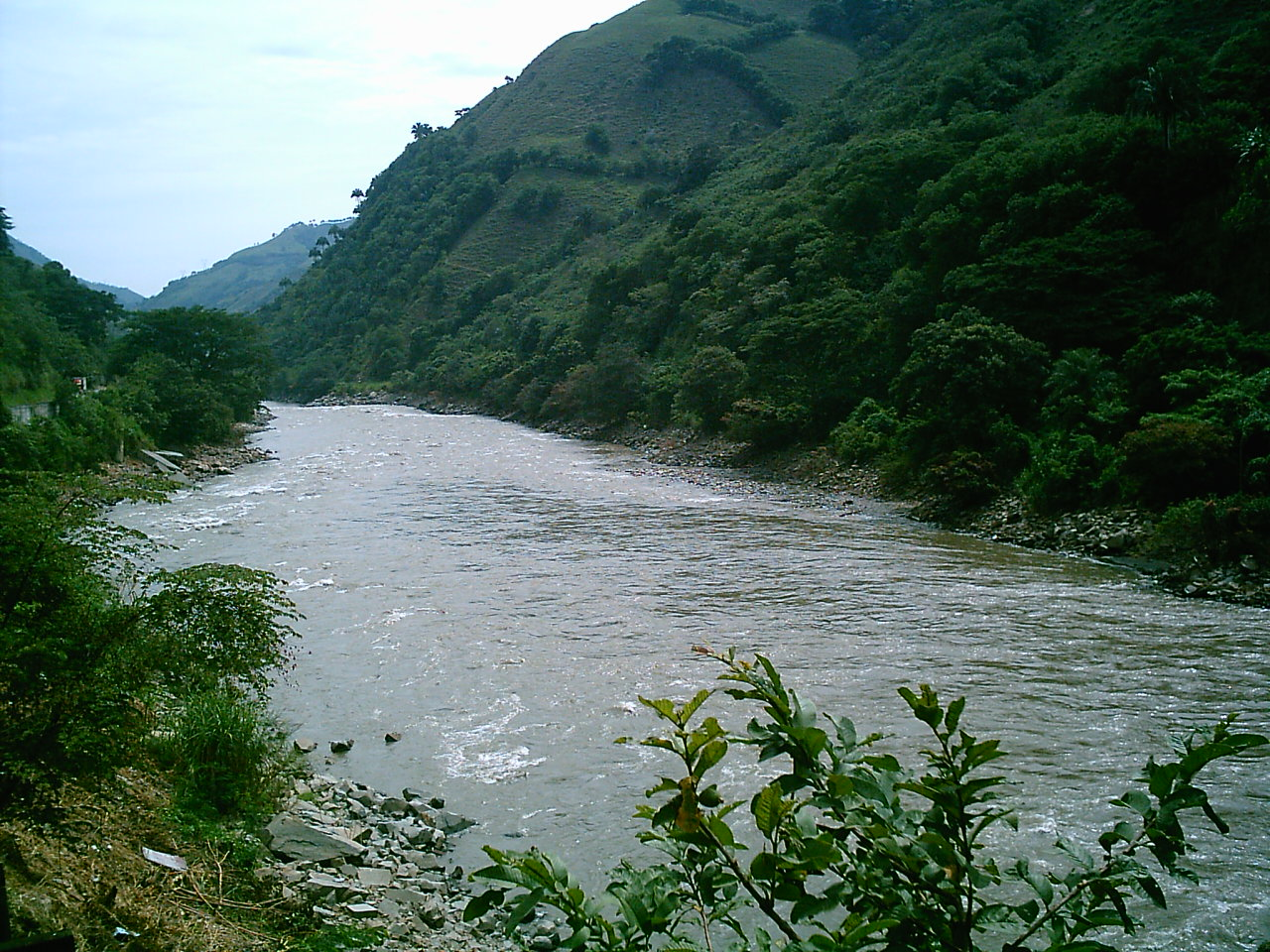
Río Cauca.

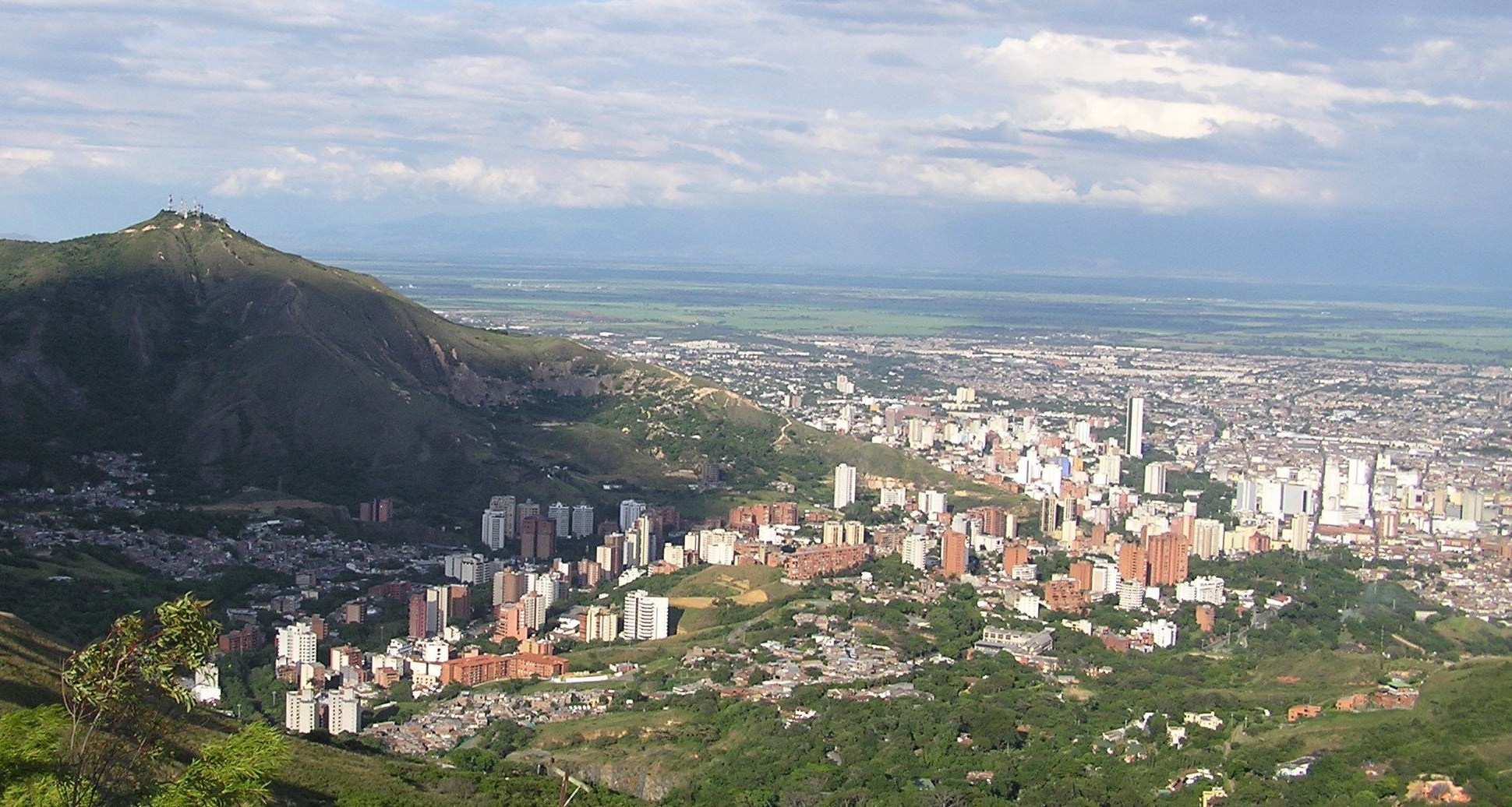
Vista aérea de la ciudad de Cali.

La Cordillera Occidental es clave en la configuración de las cuencas hidrográficas del occidente de Colombia, siendo el origen de varios ríos que abastecen de agua a grandes poblaciones y regiones agrícolas. Entre los ríos más importantes que nacen de la cordillera se encuentran el Río Cauca, uno de los más largos y caudalosos del país, el Río Atrato y el Río Sinú, que desembocan en el mar Caribe. Además, la cordillera da origen a ríos más pequeños pero igualmente cruciales, como el río Pance, que abastece de agua a la ciudad de Cali, y el Río Pichindé, que es una fuente vital para las comunidades cercanas. Estos ríos, junto con varios lagos y lagunas, son fundamentales para la agricultura, el consumo humano y la industria en las regiones que atraviesan. Los ecosistemas acuáticos de la cordillera también sustentan una gran diversidad de vida, tanto en la fauna acuática como en la vegetación que rodea sus fuentes hídricas.
- Río Cauca
- Río Mira
- Río Patía
- Río Pance
- Río Pichindé
- Río San Joaquín
- Río Aguaclara
- Río Guapi
- Río San Juan del Micay
- Río Quiparadó
- Río Murrí
- Río Venado
- Río Chaqueradó
- Río Verde
- Río Esmeralda
- Río Sinú
- Río Sucio
- Río San Jorge
- Río San Juan
- Río Baudó
- Río Atrato

## Flora y Fauna

### Flora
- Plantas vasculares:   La Cordillera Occidental presenta una riqueza florística estimada en más de 6 000 especies de plantas vasculares, concentradas en zonas como el Parque Nacional Natural Las Orquídeas y la Serranía de los Paraguas. Se han documentado más de 400 especies de helechos y licofitas, siendo muchas endémicas del flanco occidental de la cordillera.
- Orquídeas (Orchidaceae):   Esta cordillera es hogar de más de 560 especies de orquídeas, algunas endémicas como Dracula cordobae, Masdevallia rosea, Telipogon tatamaensis y Lepanthes calimae. Varios géneros muestran niveles extremos de especialización, creciendo exclusivamente en ciertas altitudes o sobre árboles de ciertos géneros (epifitismo selectivo).
- Árboles y palmas andinas:   Se han registrado árboles nativos como Quercus humboldtii (roble), Weinmannia pinnata (encenillo), Clusia multiflora, y palmas como Geonoma undata y Chamaedorea linearis. En el sector de Dapa y Bitaco (Valle), los bosques albergan más de 300 especies arbóreas por hectárea.

- Plantas carnívoras y bromelias:   En ambientes más húmedos y con baja fertilidad de suelos, se ha documentado la presencia de Utricularia (plantas carnívoras) y múltiples bromelias epifitas como Guzmania, Vriesea y Tillandsia. Estas cumplen roles esenciales en la captura de agua de neblina y hospedaje de invertebrados.

### Insectos: microfauna clave para el ecosistema
- Himenópteros y Formícidos (hormigas):   Investigaciones realizadas en bosques montanos de los departamentos de Valle del Cauca, Risaralda y Antioquia han revelado más de 15 especies nuevas de hormigas, especialmente en géneros como Adelomyrmex, Odontomachus, Pheidole, Camponotus y Neoponera. Algunas especies solo se han encontrado entre los 1 600 y 2 400 m s.n.m.   Estas hormigas son esenciales para la aireación del suelo, dispersión de semillas (mirmecocoria) y control biológico.
- Lepidópteros (mariposas y polillas):   Estudios realizados en zonas como el Parque Nacional Natural Munchique registraron más de 180 especies de mariposas diurnas en menos de 3 000 hectáreas, lo cual representa una de las concentraciones más altas del país. Se han documentado endemismos restringidos a ecosistemas como el bosque nublado de ladera occidental.
- Escarabajos y coleópteros saproxílicos:   En regiones como el Alto Calima (Valle del Cauca) y el Tatamá, se han identificado más de 50 especies de escarabajos asociados a madera muerta, los cuales juegan un rol fundamental en la descomposición forestal y reciclaje de nutrientes. Algunos pertenecen a géneros endémicos del Chocó biogeográfico como Onthophagus y Coprophanaeus.
- Insectos acuáticos:   Los arroyos de alta montaña en Farallones de Cali y Tatamá albergan efímeras (Ephemeroptera), tricópteros (Trichoptera) y plecópteros (Plecoptera) en estado larval, bioindicadores de la calidad del agua. Muchos ejemplares recolectados desde los años 2000 aún no han sido formalmente descritos.

## Parques nacionales
La Cordillera Occidental es una región rica en biodiversidad, caracterizada por su variedad de ecosistemas que van desde los cálidos bosques húmedos tropicales hasta los páramos de alta montaña. Esta diversidad ha dado lugar a la creación de varios Parques Nacionales Naturales de gran importancia ecológica, como el Parque Nacional Natural Farallones de Cali, que protege importantes especies de fauna y flora endémicas, el Parque Nacional Natural Tatamá, conocido por su gran riqueza en especies y su papel en la conservación de cuencas hídricas, y el Parque Nacional Natural Munchique, que alberga bosques de niebla y páramos. Estos parques no solo son vitales para la conservación de la biodiversidad, sino también para la regulación del ciclo del agua, la cual es fundamental para la población local y la agricultura en las zonas adyacentes. La región es un destino importante para el ecoturismo, que permite a los visitantes explorar sus impresionantes paisajes y su biodiversidad única. 
- Parque nacional natural Farallones de Cali
- Parque nacional natural Las Orquídeas
- Parque nacional natural Munchique
- Parque nacional natural Paramillo
- Parque nacional natural Tatamá